# Fonema
Em linguística, um fonema é a menor unidade sonora (fonológica) de uma língua. São sons que, articulados e combinados, constituem as sílabas, as palavras e a frase, na comunicação oral. A fonologia é a ciência que estuda as funções dos fonemas na língua.

## Definições
Ao ler um texto em voz alta, uma pessoa estará produzindo sons. Tais sons são gerados pela passagem de ar pelos mais diversos órgãos do aparelho fonador e são conhecidos como sons da fala.
Os sons da fala são diferentes de outros como espirro, ronco e tosse, porque por meio deles a comunicação humana a partir da língua falada se estabelece. Há inúmeras possibilidades de sons a serem produzidos graças a esse mecanismo, mas interessa à gramática aqueles que, sozinhos ou agrupados, formam palavras.
Observe: pato e tato. A diferença entre tais palavras está somente nos sons /p/ e /t/. Entretanto, essa diferença é imprescindível para distinguir o significado de cada uma:
- pato: ave aquática de pés palmados e bico largo;[4]
- tato: sentido pelo qual se percebem as sensações de temperatura, extensão e consistência.[5]

Esse fenômeno ocorre com inúmeros grupos de palavra, como: cal e sal, calar e colar, vendo e vento.

### Observações relevantes
O fonema não deve ser confundido com letra. Na língua escrita, representa-se fonemas por meio de sinais chamados letras. Portanto, a letra é a representação gráfica do fonema. No vocábulo sol, por exemplo, a letra s representa o fonema /s/ (lê-se sê); já na palavra casa, o fonema /z/ (lê-se zê).
Com base nos exemplos acima, percebe-se que fonemas devem ser representados entre barras oblíquas.
Às vezes, o mesmo fonema pode ser representado por mais uma letra do alfabeto. Um exemplo é o fonema /z/, o qual aparece representado pelas seguintes letras: z (cozinha, zero), s (asa, camisa) e x (exame, exato).
Em algumas situações, a mesma letra pode representar mais de um fonema. A letra x, por exemplo, pode representar: o fonema zê (exemplo, exame), o fonema chê (enxame, xale), o fonema sê (aproximar, máximo) e o grupo de sons ks (fixo, êxtase).
| Palavra | Fonemas             | Letras    | N.º de fonemas / N.º de letras |
| ------- | ------------------- | --------- | ------------------------------ |
| Manhã   | /m/ /a/ /ɲ/ /ã/     | m a n h ã | 4 / 5                          |
| Táxi    | /t/ /a/ /k/ /s/ /i/ | t á x i   | 5 / 4                          |

Algumas letras, em determinadas palavras, não representam fonemas. Por exemplo, o n e o m, respectivamente, nas palavras vendo e bomba não representam um som isolado, mas servem para indicar a nasalização da vogal que lhes precede. Assim, quando essas letras sucedem vogais, em vez de produzir os fonemas /a/, /e/, /i/, /o/ e /u/; passa-se a emitir os sons /ã/, /ẽ/, /ĩ/, /õ/ e /ũ/ respectivamente. Outros exemplos em que esse fenômeno ocorre são: anta, entrar, índice, oncologista e ungulado.
Algumas palavras são escritas com letras que não possuem qualquer som e, portanto, não representam nenhum fonema, como o caso do h em palavras como harmonia ou hoje, s em palavras como nascer ou discípulo ou u nos grupos gu e qu seguidos de e ou i, em palavras como guerra e quero; além do x em palavras como exceção ou exceder. Essas letras são conservadas na escrita por razões etimológicas, embora não apareçam na oralidade.

### Alofone
Os fonemas finais /l/ e /r/ das palavras sol e colar podem ser pronunciadas de maneiras distintas, de acordo com variáveis regionais, sociais ou individuais. Tais variações de pronúncia não chegam a comprometer o entendimento do vocábulo nem implicam em alterações de sentido. Às várias possibilidades de realização de um mesmo fonema, dá-se o nome de "variante" ou "alofone".

## Produção
Os fonemas são produzidos no aparelho fonador, que é constituído por diversas estruturas, dentre as quais se destacam: fossas nasais, boca, palato duro (céu da boca), palato mole (véu palatino), úvula (campainha), faringe, glote, laringe, traqueia, brônquios e pulmões.
Durante a expiração, o ar que sai dos pulmões passa pelos órgãos do aparelho fonador, produzindo os sons da fala.
Durante o repouso do sistema fonador, a corrente respiratória passa sem encontrar obstáculo algum, como ocorre a cada momento final da respiração. Todavia, no momento em que o indivíduo se predispõe a falar, todo o aparelho fonador fica mais tenso e ocorrem as seguintes modificações:
1. a expiração torna-se mais intensa;
2. os anéis da traqueia distendem-se ou contraem-se;
3. as pregas vocais, as quais se encontram na laringe, podem permanecer em repouso ou vibrar.[3]

### Fonemas sonoros e surdos
Se as pregas vocais vibram, o ar passa pela faringe e, por meio da úvula, é distribuído para a boca ou para as fossas nasais, produzindo os fonemas sonoros (também denominados "vozeados"): /a/, /e/, /i/, /o/, /u/, /b/, /d/, /v/, /z/, etc.
Caso as pregas vocais permanecem em repouso, o ar sem vibrações, produzindo fonemas surdos (também chamados de "não vozeados"): /p/, /k/, /t/, etc..

### Fonemas orais e nasais
Quando a corrente respiratória chega na úvula (campainha), dois fenômenos podem ocorrer:
a. a úvula se eleva em direção à parede posterior da faringe, impedindo que o ar passe para as fossas nasais. Nesse caso, o ar sai somente pela boca, produzindo um fonema oral. Exemplos: /a/, /b/, /t/, /k/, etc;
b. a úvula se abaixa e, consequentemente, uma boa parte d ar escapa pelas fossas nasais. O fonema produzido é um som nasal. Exemplos: /ã/, /m/, /n/ ...
Os fonemas, cuja produção obedece aos processos supradescritos, classificam-se em vogais, semivogais e consoantes. Tal classificação será abordada, em detalhes, posteriormente.
Essas três classes de fonemas são representadas pelas letras do alfabeto. Porém essa classificação é incapaz de simbolizar com exatidão a pronúncia real dos fonemas. A fim de aperfeiçoar a referida representação, foi criado o alfabeto fonético.

## Classificação
De acordo com o modo de produção no aparelho fonador, os fonemas da língua portuguesa são classificados em vogais, semivogais e consoantes.

### Vogais
O ar expulso pelos pulmões provoca a vibração das pregas vocais, de maneira a produzir fonemas que saem apenas pela boca e pelas fossas nasais sem encontrar nenhum obstáculo. A esse tipo de fonema, dá-se o nome de vogal. Durante a produção das vogais, a boca fica aberta ou entreaberta. Todas as vogais são sons sonoros/vozeados.
Assim, vogal é o fonema produzido pelo ar que, expelido dos pulmões, faz vibrar as cordas vocais e não encontra nenhum obstáculo na sua passagem pelo aparelho fonador.
Na língua escrita, as vogais do português são representadas das seguintes formas:
|   | Transcrição fonética | Exemplos                                                         | Notas e referências |
| - | -------------------- | ---------------------------------------------------------------- | ------------------- |
| a | [a]                  | Aline, parágrafo, habilidade, há, barraca, ábaco                 | [ 3 ]               |
| â | [ɐ]                  | fama, lâmina, ama, câmara, cama, câmera, manhã                   | [ 3 ]               |
| ã | [ɐ̃]                  | manhã, anão, campo, âmbar, âncora, hambúrguer                    | [ 3 ]               |
| ê | [e]                  | ele, você, hemorragia, ser, clichê, hemoglobina                  | [ 3 ] [ a ]         |
| é | [ɛ]                  | papel, mulher, era, céu, hera, hélice, pastel, colher            | [ 3 ]               |
| ẽ | [ẽ]                  | dente, ênfase, sempre, embate, êmbolo, Henrique                  | [ 3 ]               |
| i | [i]                  | livro, saída, ele, hiena, hímen, gengibre, faísca, lentes        | [ 3 ] [ a ]         |
| ĩ | [ĩ]                  | ainda, assim, hindi, índice, ímpar, tinta, implante              | [ 3 ]               |
| ó | [ɔ]                  | porta, após, horta, hóspede, escolta, mor, ópera, jogos          | [ 3 ]               |
| ô | [o]                  | lobo, ônibus, homem, jogo, avô, consequência, arroz              | [ 3 ] [ b ]         |
| õ | [õ]                  | leões, onda, ombro, corações, sonda, pomba, poções               | [ 3 ]               |
| u | [u]                  | uva, útero, novo, juta, último, jogo, suma, túrgida, único, sono | [ 3 ] [ b ]         |
| ũ | [ũ]                  | corcunda, cumprir, Hungria, húngaro, cúmplice                    | [ 3 ]               |

#### Quanto à intensidade
Na palavra "corada", ocorre duas vezes a vogal "a". Apesar de receberem a mesma representação gráfica (letra a), essas vogais possuem classificações distintas, se forem consideradas suas intensidades, isto é, a força com que são emitidas.
Efetuando a separação silábica dessa palavra (co-ra-da), observa-se que a sílaba -ra- é pronunciada de modo mais intenso; -ra- é a sílaba tônica da palavra. A vogal "a" de tal sílaba recebe a nomenclatura de vogal tônica. Na sílaba -da-, também há a vogal "a". Essa sílaba, entretanto, é pronunciada com menor intensidade. É uma sílaba átona. a vogal a qual pertence à referida sílaba recebe o nome de vogal átona. Na sílaba -co-, também existe uma vogal átona, pois uma palavra só pode possuir uma sílaba tônica. Conclui-se que:
- Vogal tônica é a vogal que se encontra na sílaba mais forte da palavra. Cada palavra possui apenas uma vogal tônica.[3]
- Vogal átona é a vogal que se encontra na sílaba mais fraca da palavra.[3]

O esquema a seguir expõe as possibilidades de ocorrência de vogais tônicas na língua portuguesa:
|   | Transcrição fonética | Exemplos     |
| - | -------------------- | ------------ |
| a | [a]                  | bala, sofá   |
| é | [ɛ]                  | bela, café   |
| ê | [e]                  | beco, bebê   |
| i | [i]                  | bico, saí    |
| ó | [ɔ]                  | bola, cipó   |
| ô | [o]                  | boca, alô    |
| u | [u]                  | bule, açúcar |

|   | Transcrição fonética | Exemplos |
| - | -------------------- | -------- |
| a | [a]                  | parar    |
| e | [e]                  | negar    |
| i | [i]                  | lidar    |
| ô | [o]                  | pomar    |
| u | [u]                  | lutar    |

#### Quanto ao papel das cavidades bucal e nasal
As vogais também podem ser classificadas de acordo com o papel das cavidades bucal e nasal durante suas emissões. Se a corrente respiratória escapa apenas pela boca, são produzidos sons orais. Caso uma parte do som se desvia para a s fossas nasais, produzem-se sons nasais. Tanto as vogais átonas quanto as tônicas podem ser classificadas em orais e nasais. Concebe-se que:
- Vogal oral é som vocálico cuja produção se dá pela saída de ar exclusivamente pela boca. Em português, é o caso dos seguintes sons vocálicos: [a], [ɐ], [ɛ], [e], [i], [ɔ], [o] e [u].[3]
- Vogal nasal é som vocálico cuja produção se dá pela saída simultânea de ar pela boca e pelas fossas nasais. Em português, é o caso dos seguintes sons vocálicos: [ɐ̃], [ẽ], [ĩ], [õ] e [ũ].[3]

#### Quanto à zona de articulação
As vogais "o", "i" e "a" da palavra colina são diferentes no que tange à região da boca em que são articuladas. A vogal "a" é articulada com a língua abaixada, quase em repouso. Diz-se, portanto, que é uma vogal média.
Já a vogal "i" se articula quando a língua é elevada em direção ao palato duro, próximo aos dentes. Devido a essa razão, diz-se que o "i" é uma vogal anterior.
Por fim, a vogal "o" é articulada quando a língua vai em direção ao palato mole, perto da garganta. Por esse motivo, ela é chamada de vogal posterior.
Com base nesse critério, permite-se a seguinte classificação:
- Vogais posteriores: São as vogais pronunciadas com a língua posicionada no fundo da boca, entre o dorso da língua e o palato mole (véu palatino). Em português, são posteriores os sons vocálicos [ɔ], [o], [õ], [u] e [ũ].[3]
- Vogais anteriores: São as vogais pronunciadas com a língua posicionada na frente da boca entre o dorso da língua e o palato duro. Em português, são anteriores os sons vocálicos [ɛ], [e], [ẽ], [i] e [ĩ].[3]
- Vogais médias: São as vogais pronunciadas com a língua posicionada no centro da boca. Em português, são centrais as vogais [a], [α] e [ɑ̃]; e em alguns dialetos também têm o [i] átono, pronunciado ora central ora quase posterior.[3]

#### Quanto ao timbre
As vogais ainda podem ser classificadas quando ao timbre, isto é, o efeito acústico oriundo da ressonância e determinado pelo grau de abertura bucal.
Dessa maneira, as vogais são chamadas abertas quando há a maior largura do tubo de ressonância,ou seja, a abertura máxima da boca. São abertas as as vogais: [a] (sofá), [ɛ] (café)e [ɔ] (avó).
As vogais são fechadas quando existe um estreitamento do tubo de ressonância, isto é, uma abertura mínima da boca. São fechados os sons vocábulos: [e] (ipê), [ẽ] (senta), [i] (livro), [ĩ] (pinta), [o] (avô), [õ] (onda), [u] (duro) e [ũ] (fundo).
Resumidamente, conceitua-se:
- Vogais abertas: São as vogais articuladas ao se abrir o máximo a boca. Por exemplo: no Brasil, nas palavras "amora" e "café", todas as vogais são abertas.[3]
- Vogais fechadas: São as vogais articuladas ao se abrir o mínimo a boca. Por exemplo: nas palavras "êxodo" e "fôlego", todas as vogais são fechadas.[3]

Alguns gramáticos da língua portuguesa ainda classificam as vogais "e" e "o" na categoria de vogais reduzidas quando são átonas no fim de uma palavra, que em geral são pronunciadas como [i] e [u]. Por exemplo, nas palavras "análise" e "camelo".

### Semivogais
Os fonemas /i/ e /u/, em algumas situações, não são vogais. Eles aparecem apoiados em outras vogais, formando com ela uma só emissão de voz (uma sílaba). Nesse caso, tais fonemas são denominados semivogais. São incapazes de ocupar a posição de núcleo da sílaba, devendo, portanto, associar-se a uma vogal para formarem uma sílaba. Em português, somente os fonemas representados pelas letras "i" e "u" em ditongos e tritongos são considerados semi-vogais.
Exemplos: Mário, automóvel, dia, outorga...
Os fonemas /i/ e /u/, ao assumirem a função de semivogais, são representadas, respectivamente, por [j] e [w]. Em suma:
- Semivogal: é o fonema [j] e o fonema [w] quando, associados a uma vogal, formam com ela uma única sílaba.[3]

|   | Transcrição fonética | Exemplos      |
| - | -------------------- | ------------- |
| i | [j]                  | história, mãe |
| u | [w]                  | vácuo, mão    |

Nas palavras põe [põj] e pão [pãw], as letras "e" e "o" representam as semivogais [j] e [w], porque formam uma única sílaba com as vogais que as antecedem. As semivogais também pode aparecer nos seguintes casos:
a. grupo em localizado na última sílaba de palavras, representando [ẽj], em que aparece uma semivogal [j]: bem, porém, sem.
b. grupo am localizado na sílaba final de vocábulos, representando [ãw], em que há uma semivogal [w]: cantam, falaram, gostam.
c. grupo ui da palavra muito [mũjtu].

### Consoantes
Consoante é o fonema produzido graças aos obstáculos que impedem a livre passagem da corrente respiratória. Quando o ar expelido pelos pulmões encontra obstáculos à sua passagem (língua, dentes, lábios), produz fonemas denominados consoantes.
|                                                          | Transcrição fonética | Exemplos                                                | Notas e referências |
| -------------------------------------------------------- | -------------------- | ------------------------------------------------------- | ------------------- |
| b                                                        | [b]                  | bala, cabana, berço, cabelo, cabide, boca, bule         | [ 3 ]               |
| d                                                        | [d]                  | dado, cadáver, dente, cadela, dito, borda, duro         | [ 3 ] [ c ]         |
| f                                                        | [f]                  | faca, afanado, ferro, café, figo, desafio, foro, furo   | [ 3 ]               |
| g                                                        | [g]                  | gato, guerra, gago, gordo, guirlanda, gula, vaga        | [ 3 ]               |
| j                                                        | [Ʒ]                  | jarro, geleia, giro, genro, jiló, jegue, jugo, girassol | [ 3 ]               |
| k                                                        | [k]                  | carro, queijo, couro, quarto, bacana, quórum            | [ 3 ]               |
| l                                                        | [l]                  | lado, colina, lótus, ludo, galo, lento, loteria, lilás  | [ 3 ]               |
| lh                                                       | [ʎ]                  | lhe, calha, lhama, lhos, bacalhau, ilha, palheta        | [ 3 ]               |
| m                                                        | [m]                  | medo, cama, milho, montanha, muro, começo               | [ 3 ]               |
| n                                                        | [n]                  | nada, janeiro, nisto, nu, norte, pronúncia, noite       | [ 3 ]               |
| nh                                                       | [ɲ]                  | nhambu, vinho, banheira, barganha, senhorita            | [ 3 ]               |
| p                                                        | [p]                  | prato, capacete, pipa, capim, palhaço, porta, pão       | [ 3 ]               |
| r (que vem depois de uma vogal)                          | [ɾ]                  | caro, barata, cara, galinheiro, garotinha, barulho      | [ 3 ] [ d ]         |
| r (inicial), r (que vem depois de outra consoante) ou rr | [ʁ]                  | carro, rio, carrinho, rato, carruagem, rede, erra       | [ 3 ]               |
| s (inicial), s (que vem depois de outra consoante) ou ss | [s]                  | sol, passo, cedo, peça, descer, aproximar, exceto       | [ 3 ]               |
| t                                                        | [t]                  | tampa, garganta, teto, tipo, protótipo, ato, tupi       | [ 3 ] [ e ]         |
| v                                                        | [v]                  | vendo, cova, vista, coveiro, voar, conviver, vulto      | [ 3 ]               |
| z                                                        | [z]                  | zero, coisa, exame, ranzinza, análise, exorbitante      | [ 3 ]               |
| ch                                                       | [ʃ]                  | chato, xícara, cheiro, feixe, choro, facho, churros     | [ 3 ]               |

#### Quanto ao modo de articulação
- oclusivas: pronunciadas fechando-se totalmente o aparelho fonador, sem dar espaço para o ar sair. São oclusivas as seguintes consoantes: p, t, k, b, d, g.
- fricativas: pronunciadas através de uma corrente de ar que se fricciona em um obstáculo. São fricativas as seguintes consoantes em português: f, j, s, ch, v, z.
- laterais: pronunciadas ao fazer passar a corrente de ar nos dois cantos da boca ao lado da língua. Em português, são laterais apenas as consoantes "l" e "lh".
- vibrantes: pronunciadas através da vibração de algum elemento do aparelho fonador, em geral a língua ou o véu palatino. Em português, são vibrantes apenas as duas variedades do "r", como em "carro" e em "caro".
- nasais: São as consoantes em que o ar sai pelas fossas nasais, em vez da boca. Em português, são nasais as consoantes "m", "n" e "nh".

#### Quanto ao ponto de articulação
- bilabiais: pronunciadas com o contato dos dois lábios. Em português, são bilabiais as consoantes: p, b, m.
- dentais: pronunciadas com a língua entre os dentes. Em português são dentais as consoantes: t, d e n.
- alveolares: pronunciadas com o contato da língua nos alvéolos dos dentes. Em português, são alveolares as consoantes: s, z, l e o "r" fraco.
- labiodentais: pronunciadas com o contato dos lábios na arcada superior dos dentes. Em português, são labiodentais as consoantes "f" e "v".
- palatais: pronunciadas com o contato da língua com o palato. Em português, são palatais as seguintes consoantes: j, ch, lh e nh, e, em alguns dialetos, também as consoantes "t" e "d" antes de "i".
- retroflexivas: pronunciadas com a língua curvada. Em português, somente alguns dialetos do Brasil têm uma consoante retroflexiva, o chamado "r" caipira.
- velares: pronunciadas com a parte traseira da língua no véu palatino. Em português, são velares as consoantes: k, g e rr (em alguns dialetos brasileiros).
- uvulares: pronunciadas através da vibração da úvula. Em português, existem na variedade europeia e no dialeto fluminense; no caso, o "r" forte.
- glotais: pronunciadas através da vibração da glote. Exemplos de idiomas com consoantes glotais são o hebraico e o árabe. O "r" forte do português (como em marreta) também pode ocorrer como consoante glotal em muitos dialetos.[6]

No Brasil, é perceptível a diferença de pronúncia da palavra tia entre pessoas do Rio de Janeiro e Nordeste, por exemplo. De modo geral, para os primeiros, a letra "t" é um fonema palatal (pronunciado mais ou menos como "tchia" ou "txia", enquanto para os segundos representa um fonema alveolar. Ainda que — assim como em prato e trato — os sons correspondentes à letra t de tia sejam diferentes (isto é, letras iguais e sons diferentes), o fonema é um só, visto que, na língua, não se estabelece distinção de significado ao pronunciar-se /tia/ ou /tʃia/.

### Vogais e consoantes de ligação
São morfemas que surgem por motivos eufônicos, ou seja, para facilitar ou mesmo possibilitar a pronúncia de uma determinada palavra. Exemplo: parisiense (paris= radical, ense=sufixo, vogal de ligação=i).